# Opoul-Périllos
Opoul-Périllos (katalanisch Òpol i Perellós; okzitanisch Òpol e Perilhons) ist eine französische Gemeinde mit 1.218 Einwohnern (Stand 1. Januar 2022) im Département Pyrénées-Orientales in der Region Okzitanien. Sie gehört zum Arrondissement Perpignan und zum Kanton  La Vallée de l’Agly.

## Geografie
Opoul-Périllos ist die nördlichste Gemeinde des Départements Pyrénées-Orientales. Das Gemeindegebiet ist Teil des Regionalen Naturparks Corbières-Fenouillèdes. Nachbargemeinden von Opoul-Périllos sind Embres-et-Castelmaure (Aude) im Norden, Feuilla (Aude) im Nordosten, Fitou (Aude) im Osten, Salses-le-Château im Süden, Vingrau im Westen und Tuchan (Aude) im Nordwesten.
Die Gemeinde besteht aus dem katalanischsprachigen Dorf Opoul und dem etwas abgelegenen, früher okzitanischsprachigen Weiler Périllos, der nicht mehr bewohnt ist.

## Bevölkerungsentwicklung
| Jahr      | 1962 | 1968 | 1975 | 1982 | 1990 | 1999 | 2017 |
| Einwohner | 548  | 527  | 482  | 552  | 585  | 595  | 1199 |

## Sehenswürdigkeiten

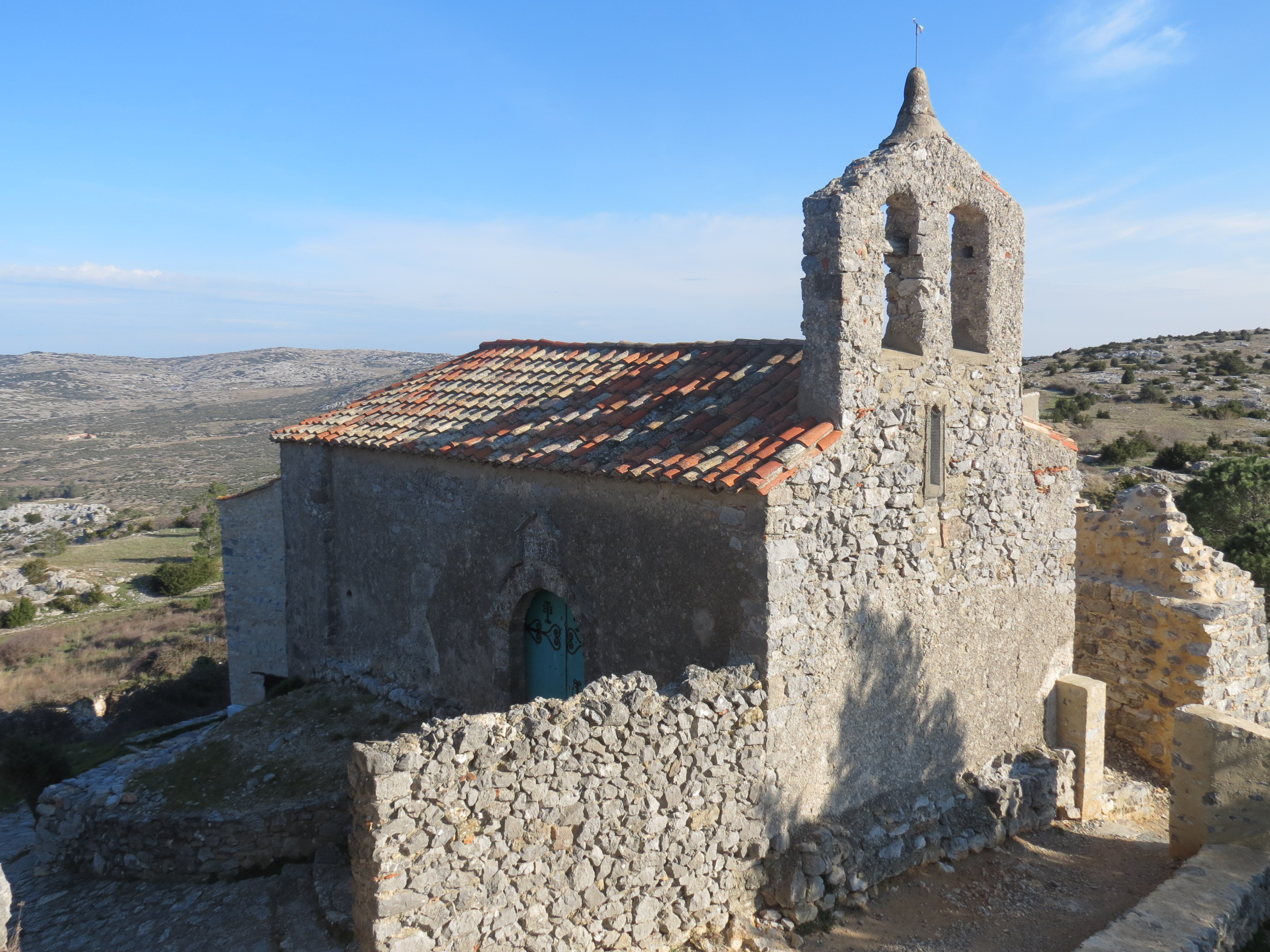
Kirche Saint-Michel in Périllos
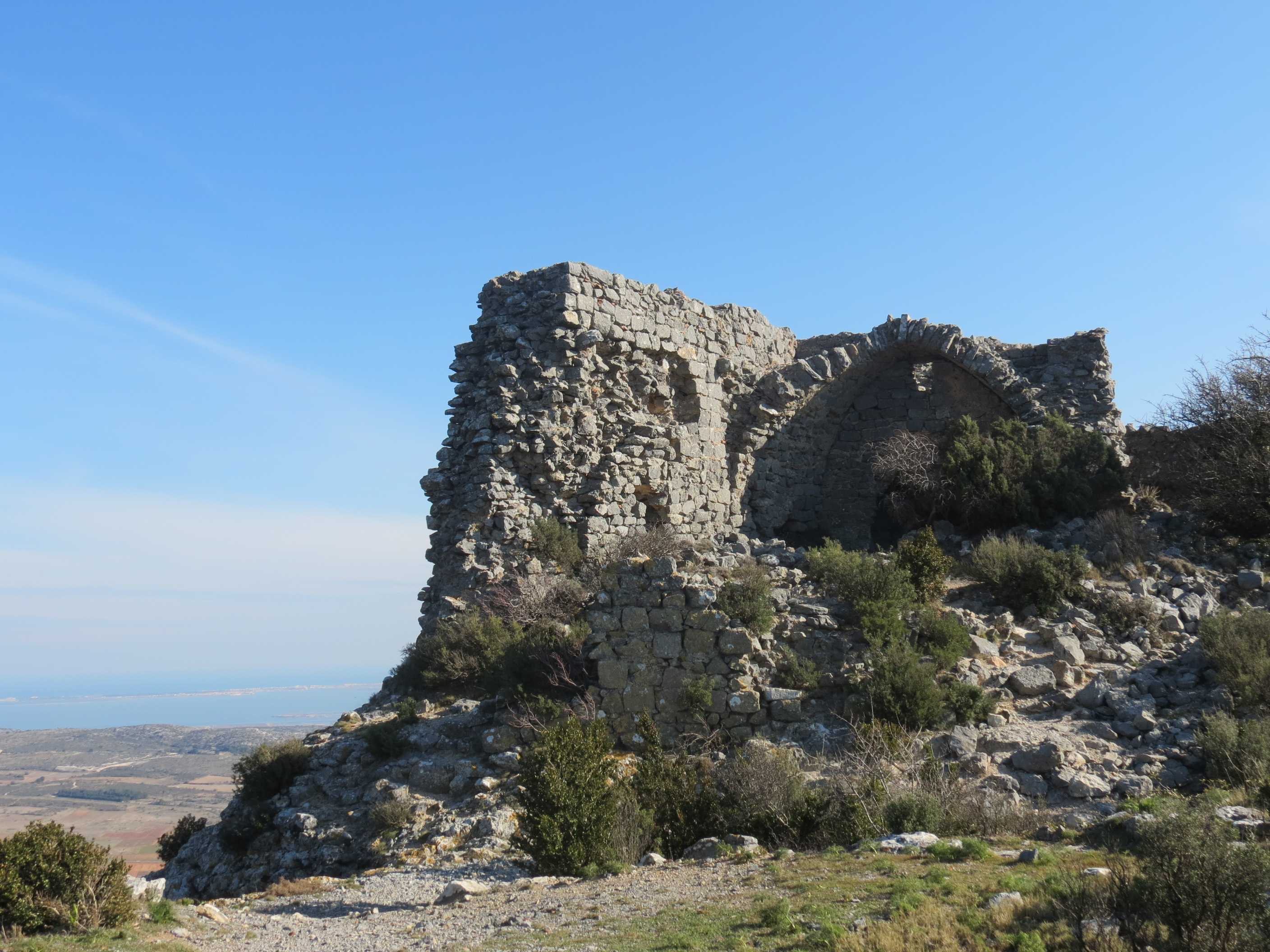
Reste der Kirche Saint-Laurent in Opoul

- Burgruine Opoul (13. Jahrhundert)
- Kirche Saint-Laurent

- Kirche Saint-Michel in Périllos
- Reste der Kirche Saint-Laurent in Opoul